# Zoolander
Zoolander is een Amerikaanse speelfilm uit 2001 onder regie van Ben Stiller. De film is een parodie op de metroman die in de eerste jaren van de 21e eeuw zijn intrede deed.

## Verhaal
Derek Zoolander is al meerdere keren mannelijk model van het jaar geworden, maar hij begint toch echt ouder te worden en dit jaar ging de titel dan ook naar nieuwkomer Hansel. De twee kunnen elkaar niet uitstaan. Tot overmaat van ramp wordt hij ook nog de grond in geschreven door de journaliste Matilda Jeffries. Zoolander raakt zo in de put dat hij besluit in een kolenmijn te gaan werken. Hij vindt daar als voormalig fotomodel geen aansluiting en keert terug naar New York, naar zijn manager Maury. Modemagnaat Jacobim Mugatu doet hem een aanbod. Zoolander mag het gezicht van zijn nieuwe modelijn Derelicte worden waarin de stijl van de dakloze wordt verheerlijkt. Ter voorbereiding wordt hij naar een kuuroord gestuurd. Hier wordt hij echter gehypnotiseerd. Vanaf nu zal hij, zodra hij het nummer Relax van Frankie Goes to Hollywood hoort, in een gevaarlijke moordmachine veranderen en de premier van Maleisië vermoorden. Mugatu wil namelijk voorkomen dat deze de goedkope kinderarbeid af zal schaffen. Ondertussen laait de strijd tussen Zoolander en Hansel verder op.
Matilda Jeffries komt steeds meer over Mugatu's plannen te weten en weet Zoolander te overtuigen om bij Hansel onder te duiken. Aangezien ze metromannen zijn sluiten de twee na een kort gesprek weer makkelijk vrede. De drie zetten hun onderzoek voort. De mannen breken in in het kantoor van Maury, die ook in het moordcomplot zit, maar weten niet hoe ze de bestanden uit zijn computer moeten halen. Zoolander will de modeshow niet afzeggen en gaat erheen. Aan het eind van de catwalk zit de premier van Maleisië. Opeens draait de diskjockey het nummer Relax en de hypnose begint te werken. Hansel springt op het balkon van de DJ en zet Rockit van Herbie Hancock op. Tijdens het gevecht dat volgt wordt steeds van muziek gewisseld waardoor Zoolander steeds weer in een moordenaar dreigt te veranderen. Uiteindelijk wordt de draaitafel onklaar gemaakt. Hansel gooit nu de computer van Maury op de catwalk zodat iedereen de belastende bestanden kan zien. De computer valt kapot en het bewijs is vernietigd. Maury stapt naar voren en geeft aan dat hij door zijn prostaatkanker toch niet lang meer te leven heeft en bekent alles. Ook laat hij zijn vrouw de back-up van de computer halen. Mugatu doet een laatste poging om de premier met een werpster te doden maar Zoolander weet deze aanval met zijn looks te verijdelen.

## Inspiratie
Zoolander kent allerlei knipogen naar eerdere films.
- Zo spelen Zoolander en Hansel, wanneer ze de computer van Maury willen openen, een scène na uit 2001: A Space Odyssey.
- Mugatu is vernoemd naar de gelijknamige monsters uit de aflevering A Private Little War van Star Trek: The Original Series. Deze hebben ongeveer hetzelfde kapsel als Mugatu.
- In de film blijkt Mugatu de vroegere keytarspeler van Frankie Goes to Hollywood te zijn. Hij heette toen nog Jacob Moogberg, een verwijzing naar synthesizerpionier Robert Moog.
- Matilda Jeffries is vernoemd naar Matt Jefferies, een decorontwerper van Star Trek.
- John Galliano heeft ooit echt een modelijn ontworpen met de naam Derelicte.
- In de film wordt de nodige muziek (en covernummers) uit de jaren tachtig gedraaid.

## Rolverdeling
| Acteur            | Personage         |
| ----------------- | ----------------- |
| Ben Stiller       | Derek Zoolander   |
| Owen Wilson       | Hansel            |
| Christine Taylor  | Matilda Jeffries  |
| Will Ferrell      | Mugatu            |
| Milla Jovovich    | Katinka           |
| Jerry Stiller     | Maury Ballstein   |
| David Duchovny    | J.P. Prewitt      |
| Jon Voight        | Larry Zoolander   |
| Judah Friedlander | Scrappy Zoolander |

### Glimprollen
In de film hebben een groot aantal mensen een gastoptreden:
| - Lance Bass - Tyson Beckford - David Bowie - Sandra Bernhard - Andy Dick - Stephen Dorff - Fred Durst - Fabio - Tom Ford - Cuba Gooding, Jr. - Lukas Haas - Tommy Hilfiger | - Paris Hilton - Carmen Kass - Lil' Kim - Heidi Klum - Lenny Kravitz - Shavo Odadjian - Patton Oswalt - Natalie Portman - Frankie Rayder - Mark Ronson | - Gavin Rossdale - Winona Ryder - Claudia Schiffer - Garry Shandling - Alexander Skarsgård - Christian Slater - Gwen Stefani - Donald Trump - Vince Vaughn - Donatella Versace - Veronica Webb - Billy Zane |